# Instytut Wojskowo-Techniczny
Instytut Wojskowo-Techniczny - instytut naukowo-badawczy Wojska Polskiego II RP.
14 czerwca 1919 roku Minister Spraw Wojskowych generał porucznik Józef Leśniewski powierzył organizację i kierownictwo Instytutu Wojskowo-Technicznego pułkownikowi Wiktorowi Niesiołowskiemu. Szef instytutu podlegał Ministrowi Spraw Wojskowych za pośrednictwem I Wiceministra Spraw Wojskowych i posiadał uprawnienia szefa departamentu. Zadaniem instytutu było „pielęgnowanie i rozwój wszystkich gałęzi techniki wojennej”.
Wewnętrzną strukturę instytutu tworzyły sekcje: Broni, Ekwipunku, Inżynierii, Maszynowo-Elektryczna, Ogólno-Fizykalna i Chemiczno-Techniczna. W sierpniu 1919 w skład instytutu włączona została Sekcja Elektrotechniczna, wyłączona z Departamentu Techniczno-Komunikacyjnego.
Pod koniec 1919 roku organizacja Instytutu przedstawiała się następująco:
- I Sekcja Broni
- II Sekcja Ekwipunku
- III Sekcja Inżynierii
- IV Sekcja Maszynowo-Elektryczna
- V Sekcja Ogólno-Fizykalna
- VI Sekcja Chemiczno-Technologiczna
- Artyleryjska Komisja Doświadczalna

W lutym 1920 roku instytut podporządkowany został bezpośrednio Ministrowi Spraw Wojskowych. W październiku 1921 roku instytut został zlikwidowany.